# Gouvernement Akhannouch II
Monarchie constitutionnelle
Akhannouch I 
Le second gouvernement Akhannouch est le trente-quatrième gouvernement du Maroc depuis son indépendance en 1956. 
Dirigé par le chef du gouvernement Aziz Akhannouch, il succède au gouvernement Akhannouch I, remanié par le roi Mohammed VI, le 23 octobre 2024.

## Composition

### Chef du gouvernement
| Image | Fonction             | Nom | Nom             | Parti |
| ----- | -------------------- | --- | --------------- | ----- |
|       | Chef du gouvernement |     | Aziz Akhannouch | RNI   |

### Ministres
| Image | Fonction | Nom | Nom                   | Parti |
| ----- | --- | --- | --------------------- | ----- |
|       | Ministre de l'Intérieur                                                                                       |     | Abdelouafi Laftit     | Ind.  |
|       | Ministre des Affaires étrangères, de la Coopération africaine et des Marocains résidant à l'étranger          |     | Nasser Bourita        | Ind.  |
|       | Ministre de la Justice                                                                                        |     | Abdellatif Ouahbi     | PAM   |
|       | Ministre des Habous et des affaires islamiques                                                                |     | Ahmed Toufiq          | Ind.  |
|       | Secrétaire général du gouvernement                                                                            |     | Mohamed El Hajjoui    | Ind.  |
|       | Ministre de l'Économie et des Finances                                                                        |     | Nadia Fettah Alaoui   | RNI   |
|       | Ministre de l'Équipement et de l'Eau                                                                          |     | Nizar Baraka          | PI    |
|       | Ministre de l'Éducation nationale, du Préscolaire et des Sports                                               |     | Mohamed Saad Berrada  | RNI   |
|       | Ministre de la Santé et de la Protection sociale                                                              |     | Amine Tahraoui        | Ind.  |
|       | Ministre de l'Aménagement du territoire national, de l'urbanisme, de l'habitat et de la Politique de la ville |     | Fatima-Zahra Mansouri | PAM   |
|       | Ministre de l'Agriculture, de la Pêche maritime, du Développement rural et des Eaux et Forêts                 |     | Ahmed Bouari          | RNI   |
|       | Ministre de l'Inclusion économique, de la Petite entreprise, de l'Emploi et des Compétences                   |     | Younes Sekkouri       | PAM   |
|       | Ministre de l'Industrie et du Commerce                                                                        |     | Ryad Mezzour          | PI    |
|       | Ministère du Tourisme, de l'Artisanat, de l'Economie Sociale et Solidaire                                     |     | Fatim-Zahra Ammor     | RNI   |
|       | Ministre de l'Enseignement supérieur, de la Recherche scientifique et de l'Innovation                         |     | Azzedine El Midaoui   | PAM   |
|       | Ministre de la Transition énergétique et du Développement durable                                             |     | Leila Benali          | PAM   |
|       | Ministre du Transport et de la Logistique                                                                     |     | Abdessamad Qayouh     | PI    |
|       | Ministre de la Jeunesse, de la Culture et de la Communication                                                 |     | Mohamed Mehdi Bensaid | PAM   |
|       | Ministre de la Solidarité, de l'Insertion sociale et de la Famille                                            |     | Naima Ben Yahia       | PI    |

### Ministres délégués
| Image | Fonction                                                                                     | Ministre de rattachement               | Nom | Nom                        | Parti |
| ----- | -------------------------------------------------------------------------------------------- | -------------------------------------- | --- | -------------------------- | ----- |
|       | Ministre chargé de l'Administration de la Défense nationale                                  | Chef du gouvernement                   |     | Abdellatif Loudiyi         | Ind.  |
|       | Ministre délégué à l'Investissement, la Convergence et l'évaluation des Politiques publiques | Chef du gouvernement                   |     | Karim Zidane               | RNI   |
|       | Ministre délégué chargé du Budget                                                            | Ministre de l'Économie et des Finances |     | Fouzi Lekjaa               | Ind.  |
|       | Ministre chargé des Relations avec le parlement, et Porte-parole du gouvernement             | Chef du gouvernement                   |     | Mustapha Baïtas            | RNI   |
|       | Ministre déléguée chargé de la Transition numérique et de la Réforme administrative          | Chef du gouvernement                   |     | Amal El Fallah Seghrouchni | PAM   |

### Secretaires d'Etat
| Image | Fonction | Ministre de rattachement                                                                                      | Nom | Nom                 | Parti |
| ----- | --- | --- | --- | ------------------- | ----- |
|       | Secrétaire d’Etat auprès du ministre de l’Agriculture, du Développement rural et des Eaux et forêts, chargée de la Pêche maritime                                      | Ministre de l’Agriculture, du Développement rural et des Eaux et forêts                                       |     | Zakia Driouich      | RNI   |
|       | Secrétaire d’Etat auprès du ministre de l’Industrie et du Commerce, chargé du Commerce extérieur                                                                       | Ministre de l’Industrie et du Commerce                                                                        |     | Omar Hejira         | PI    |
|       | Secrétaire d’Etat auprès de la ministre de l'Aménagement du Territoire national, de l'Urbanisme, de l'Habitat et de la Politique de la Ville, chargé de l’Habitat      | Ministre de l'Aménagement du Territoire national, de l'Urbanisme, de l'Habitat et de la Politique de la Ville |     | Adib Benbrahim      | PAM   |
|       | Secrétaire d’Etat auprès du ministre de l’Inclusion économique, de la petite entreprise, de l’emploi et des compétences, chargé de l’Emploi                            | Ministre de l’Inclusion économique, de la petite entreprise, de l’emploi et des compétences                   |     | Hicham Sabiry       | PAM   |
|       | Secrétaire d’Etat auprès de la ministre du Tourisme, de l’Artisanat et de l’Economie sociale et solidaire, chargé de l’Artisanat et de l’Economie sociale et solidaire | Ministre du Tourisme, de l’Artisanat et de l’Economie sociale et solidaire                                    |     | Lahcen Essaadi      | RNI   |
|       | Secrétaire d’Etat auprès de la ministre de la Solidarité, de l’Insertion sociale et de la Famille, chargé de l’Insertion sociale                                       | Ministre de la Solidarité, de l’Insertion sociale et de la Famille                                            |     | Abdeljebbar Rachidi | PI    |